# AB Roberts
AB Roberts är ett svenskt företag, som främst tillverkar essens för julmust och annan must. Företaget är lokaliserat till stadsdelen Örnsro i Örebro.

## Historik
Företaget grundades 1910 i Örebro med namnet Roberts essens- & extraktfabrik av Harry Roberts och hans far Robert Roberts. Nuvarande ägare är Harrys sonson Göran Roberts. Företaget levererade 2008 essens till 98% av den svenska julmustproduktionen.
Receptet till musten fick Harry och Robert från Tyskland. De exakta ingredienserna är hemliga och endast två personer känner till det exakta receptet. Känt är dock att det ingår malt, humle och totalt cirka 30 olika ingredienser. 
Förutom must gör företaget essenser även till Champis och andra läskedrycker.